# New Zealand Warriors
Els Nova Zelanda Warriors són un club professional de rugbi a 13 neozelandès amb seu a Auckland, Nova Zelanda. El club juga a la National Rugby League (NRL) a Austràlia.
El club no ha guanyat mai cap campionat.